# 麦克逵格·马瑟斯
塞缪尔·利德尔·麦克逵格·马瑟斯（英語：Samuel Liddell MacGregor Mathers，1854年1月8日或11日—1918年11月5日或20日），英国神秘學學者。“黄金黎明协会”的创始人之一。

## 早年生活
馬瑟斯於1854年1月8日或11日出生於英國大倫敦哈克尼區，父親早亡，母親於1885年去世。他在貝德福德學校上學，畢業後做文員，母親去世后就搬到了倫敦。妻子是莫伊娜·馬瑟斯（本名米娜·柏格森），是哲学家亨利·柏格森的妹妹。
马瑟斯在自己的姓上加上“麦克奎格”以表明自己继承了高地苏格兰人的血统。食素，坚决反对活体解剖，不抽烟。主要的兴趣是魔法和战争理论，第一本书乃是对一本法语战争手册的翻译。威廉·巴特勒·叶芝说他晚年变得越来越古怪。
马瑟斯的邻居中有一名炼金术师Frederick Holland，通过他加入了共济会，并于1877年加入Hengist Lodge。1878年他被提升为“大石匠”。1882年加入英格兰玫瑰十字社团的大都会学院，为社团辛勤工作。1886年获得了荣誉学会，同年对神智学会讲授卡巴拉课程。
William Robert Woodman 在1891年去世后，马瑟斯担任了黄金黎明协会的领导。1892年與妻子一同搬到巴黎，1900年被组织驱逐。其后马瑟斯在巴黎组织了一个小团体，名为Alpha et Omega。
馬瑟斯在1918年11月5日或20日亡於巴黎，死因不詳。

## 外部連結
- Biography from Kheper.net
- Biography from the Esoteric Order of the Golden Dawn
- Biography from the Hermetic Order of the Golden Dawn, Inc. （页面存档备份，存于）
- The Truth about S.L. MacGregor Mathers（页面存档备份，存于）
- The Book of the Sacred Magic of Abramelin the Mage（页面存档备份，存于）
- The Kabbalah Unveiled （页面存档备份，存于）
- The Key of Solomon The King （页面存档备份，存于）
- The Lesser Key of Solomon（页面存档备份，存于）
- The Tarot （页面存档备份，存于）
- （西班牙文） Upasika Library （页面存档备份，存于）